# Římskokatolická farnost Hoštice u Zdounek
Římskokatolická farnost Hoštice u Zdounek je územní společenství římských katolíků s farním kostelem svatého Jiljí v děkanátu Kroměříž.

## Historie farnosti
První písemná zmínka o obci pochází z roku 1131. Jednolodní barokní kostel byl vystavěn v polovině 18. století.

## Duchovní správci
Současným administrátorem excurrendo je od července 2013 R. D. Mgr. Mariusz Karkoszka.

## Bohoslužby
| Kostel        | Místo             | Bohoslužba (den) | Hodina                                               | Poznámka     |
| ------------- | ----------------- | ---------------- | ---------------------------------------------------- | ------------ |
| svatého Jiljí | Hoštice u Zdounek | neděle           | 11.00 jednou za 14 dní (zimní čas)/11.15 (letní čas) | farní kostel |

## Aktivity ve farnosti
Ve farnosti se pravidelně koná tříkrálová sbírka.